# Palau episcopal (Cracòvia)
El Palau Episcopal de Cracòvia (en polonès Pałac Biskupi w Krakowie) és la seu de la cúria metropolitana de Cracòvia, Polònia, i la residència tradicional dels bisbes de Cracòvia des de finals del segle XIV. És el segon palau més gran de la ciutat després de Wawel, antiga seu dels monarques polonesos. Forma part d'un conjunt monestir de l'⁣orde religiós franciscà. El Palau Episcopal és conegut sobretot per ser la residència del papa Joan Pau II durant les seves estades a la ciutat. Solia donar les seves benediccions i parlar amb els seus seguidors des d'una finestra a sobre de l'entrada principal a la nit.

## Història

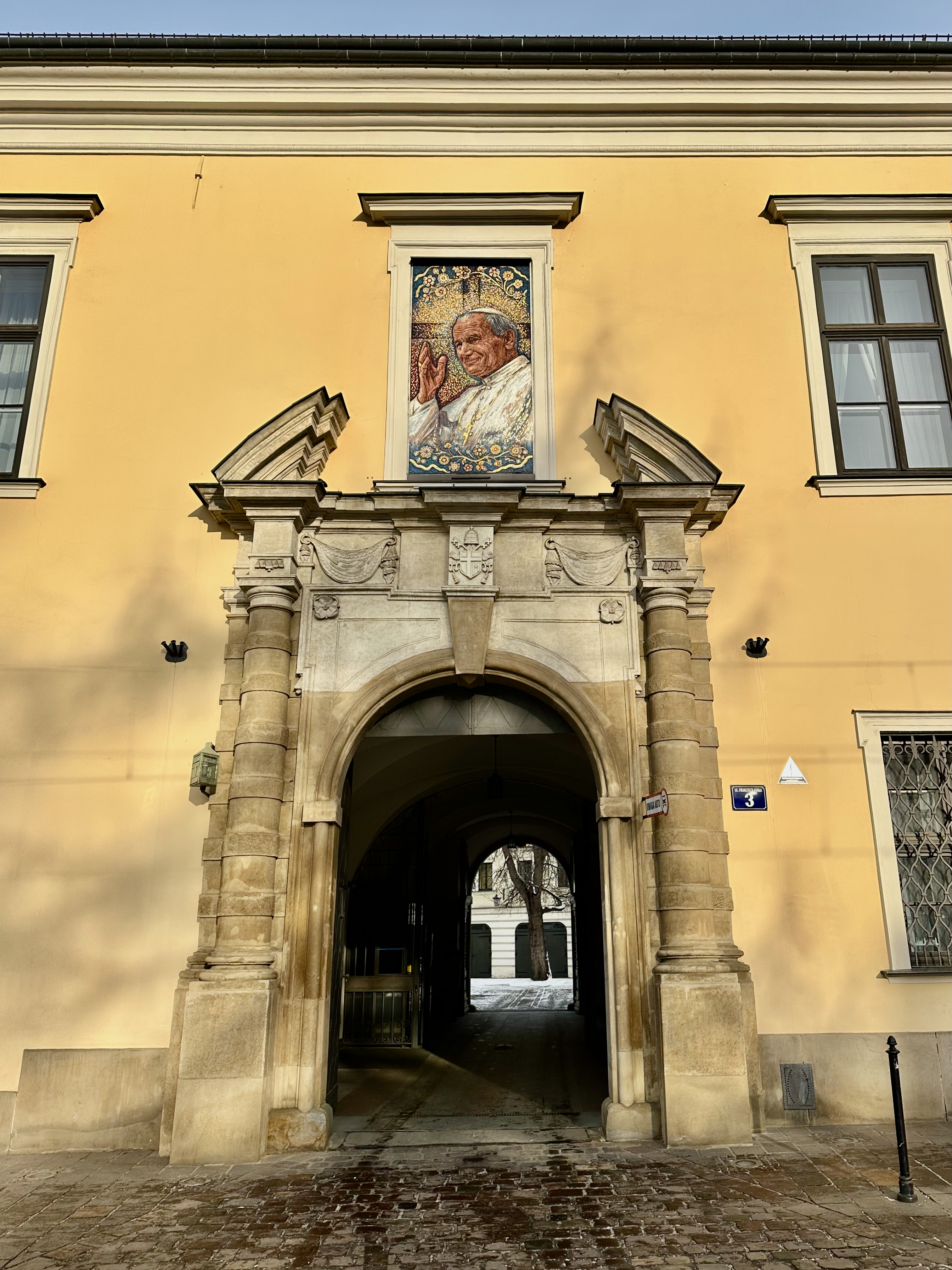
Finestra des de la qual sortia Joan Pau II

Abans de la construcció del palau, el bisbat de Cracòvia estava situat a Wawel des de l'any 1000, on encara hi ha restes d'edificis anteriors. El palau, erigit en la seva ubicació actual a ul. Franciszkańska 3, davant de la històrica església franciscana de Cracòvia, es va esmentar per primera vegada al segle XIV. Va ser consumida per un incendi l'any 1462 i després reconstruïda. El palau va ser reconstruït amb una nova escala i portals rústics pel bisbe Piotr Gembicki el 1642-1647. Va ser renovat després de la invasió sueca el 1655 i restaurat de nou el 1817-1820 per Szczepan Humbert. El 1850, un incendi a tota la ciutat va cremar la majoria dels mobles i exposicions de records nacionals. L'arquitecte Tomasz Pryliński va supervisar la renovació del palau el 1881–1884. Malgrat la seva història convulsa, inclosos incendis i diverses calamitats nacionals com les particions, el palau sempre va complir el seu propòsit original.
El març de 2022 l'arquebisbe Marek Jedraszewski va acollir alguns refugiats de la invasió russa d'Ucraïna el 2022 per viure amb ell allà.